# Adrameleque
Adrameleque,  também chamado Adrammelech ou Adarmalique é uma deidade mencionada no Bíblia Hebraica. A Bíblia associa a adoração de Adrameleque com Sefarvaim. De acordo com  II Reis 17,31, o culto foi levado pelos colonizadores sefarvitas a Samaria: «Os sefarvitas queimaram seus filhos no fogo para Adrameleque e Anameleque, os deuses de Sefarvaim» - como Moloque. O elemento «Meleque» significa «Rei» em hebraico. Nos cultos a Adrameleque, crianças eram sacrificadas.

## Histórico
Adrameleque é um dos dez Sefirots negativos comandados por Samael, o Anjo do Envenenamento. Seu culto teve (provável) origem na Síria, mais tarde sendo introduzido em Samaria.

### Filho de Senaqueribe
Uma pessoa com o nome de Adrameleque é descrita em escritos hebraicos como um filho e assassino de Senaqueribe, rei da Assíria em  II Reis 19,37 e Isaías 37,38. Ele era conhecido na língua acádia como Arda-Mulissi, e foi o filho rebelde de Senaqueribe.

### Demonologia
Adrameleque é considerado o grande embaixador do inferno, superintendente do guarda-roupa do demônio e presidente do supremo concílio do inferno. Ele frequentemente aparece sob a forma de uma mula ou um pavão.

### Mitologia suméria
Adrameleque era considerado o deus-sol, chamado de Samas, sendo assim o centro da religião. Em sua descrição, ele é tido como homem e faz uma espécie de contraste com Anameleque, deusa-lua.

## Jogos
Adrameleque faz aparições em diversos RPGs, tais como Final Fantasy Tactics Advance e Castlevania: Circle of the Moon.